# Древняя мудрость (книга)
«Древняя Мудрость: очерк теософских учений» (англ. The Ancient Wisdom: an outline of theosophical teachings) — книга президента Теософского общества Анни Безант; впервые опубликована в 1897 году в Лондоне. Представляет собой изложение основ теософии в доступной форме.

## Сверхфизические миры в теософии
По утверждению Безант, кроме физического нас окружают и другие миры: астральный, ментальный, «буддхический», нирванический и ещё более высокие миры, включая
«жизнь высочайшего Бога».
Астральный мир населён «естественными элементалами» пяти отделов: эфира, огня, воздуха, воды и земли. Здесь могут временно пребывать люди, а также существа более высокого порядка, выполняющие особые задачи, связанные с работой в астральном мире. Одним из важнейших структурных компонентов астральной сферы является «камалока» (буквально, «жилище желаний»), представляющая собой чистилище, куда попадают умершие после утраты физических тел для того, чтобы пройти процессы «очищения» и подготовиться к «подлинной жизни души».
Ментальная сфера — это сфера сознания, разума, состоящая из «материи мысли». Вибрации мысли создают из ментальной материи мыслеобразы и волны, необычайно яркие и прекрасные, вечно меняющиеся, которые невозможно описать на человеческом языке. Ментальная сфера, как и астральная, населена элементалами и множеством разумных существ, состоящих из светящейся материи и «элементальной эссенции» этой сферы. Это светозарные существа с обширными знаниями, великими силами и прекрасной внешней формой, воплощения «спокойной энергии и неотразимой силы». Структурным компонентом ментальной сферы является «дэвачан» (буквально, «страна богов», или «светящаяся страна»). Сюда попадают человеческие существа, сбросившие свои физические и астральные тела и прошедшие очищение в камалоке. Здесь душа собирает жатву добра, посеянного на земле. В дэвачане — мире небесного блаженства и радости — всё ценное, что было (умственно и нравственно) пережито в земной жизни, перерабатывается в умственные и нравственные качества и силы, которые человек понесёт с собой в следующее воплощение.

## Теософская космология и антропогенез

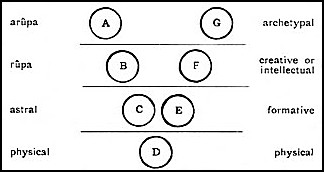
Схема планетарной цепи.

Безант в своей книге определяет космос как систему, «которая, исходя от единого Логоса и поддерживаемая Его Жизнью, является… вполне законченной в себе самой».

Человеческий космос ограничивается Солнечной системой, в которой физическое Солнце — это низшее проявление Логоса. Здесь Логос имеет могущественных сотрудников — разумных духов, которые становятся действующими силами в создаваемой им Вселенной. Эти «семь священных сущностей» — планетарные логосы (логосы второго порядка, «саморождённые от присущей им силы в лоне Материи-Субстанции». На трёх нижних планах каждый планетарный логос создаёт семь шарообразных миров, которые образуют планетарную цепь. Воплощения планетарной цепи, или манвантары, также делятся на семь ступеней.
Земной манвантаре предшествовала лунная, которая произвела семь классов существ, от которых произошли существа земной манвантары. Человеческая эволюция на нашем земном шаре представляет собой процесс развития сменяющих друг друга семи рас. Первая коренная раса была представлена студенистыми аморфными существами. Вторая раса была уже с «более определённым составом тела», третья, лемурийская, состояла из обезьяноподобных существ гигантских размеров. В эпоху, когда третья коренная раса была в середине своего цикла, на Земле появились представители высокоразвитого человечества с планетарной цепи Венеры. Они стали «божественными учителями» земного человечества и внесли в животного человека «искру», из которой сформировалась человеческая душа. В результате воплощения высокоразвитых существ, так называемых «солнечных питри», возникла четвёртая, атлантская, раса. Пятая, или арийская, раса развивалась под непосредственным наблюдением высшего существа, так называемого Ману. По окончании земной манвантары наша планетарная цепь передаст последующей цепи плоды всех своих достижений. Это будут «божественно-совершенные люди», подобные Будде и Ману, готовые принять на себя руководство новой эволюцией по указанию планетарного Логоса.

## Перевоплощение и карма
Теософская теория эволюции подразумевает, что «неразрушаемому эго» приходится снова появляться на физическом плане просто потому, что каждому человеку требуется множество различных воплощений, чтобы развиваться в нужном порядке.
Как объясняет Безант в своей книге, «наиболее убедительное доказательство реинкарнации» заключается в «очевидной необходимости множества перевоплощений» для неразрушаемого эго, чтобы оно могло эволюционировать, проходя через все «восходящие стадии сознания». Её защита реинкарнации, в основном, сводится к распространению теории эволюции с физического мира на духовный.
Закон кармы неразрывно связан с принципом реинкарнации. Когда человек проходит через физическую смерть, эго теряет физическое, астральное и ментальное тела: остаётся только «внутренний человек». Чтобы ещё раз появиться на физическом плане, этот внутренний человек должен получить «новые внешние тела». Учитывая, что процесс должен быть естественным, а «Безант всегда исключала сверхъестественное», должен работать закон причин и последствий. Закон кармы даёт следующее объяснение: когда внутренний человек сбросил свои внешние тела, в «неразрушаемом эго» остаются записи прошлого опыта всех его тел. Кроме того, если внутренний человек сохраняет записи своего предыдущего опыта, то этот опыт обязательно будет влиять на будущую жизнь. Таким образом, прошлые жизни влияют на будущую жизнь. Так работает закон кармы.

## Критика
Маргарет Томас в работе «Теософия в сравнении с неотеософией» и Джеффри Фартинг в статье «Эфирный двойник: серьёзные последствия ложной предпосылки» отметили многочисленные расхождения представлений, в частности, о конституции человека, изложенных в книге А. Безант «Древняя Мудрость», с теми, что ранее были опубликованы в книгах Е. П. Блаватской и в письмах махатм.

## Русский перевод

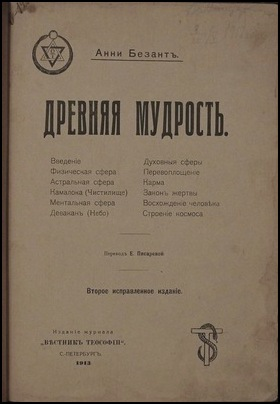
2-е изд., 1913 г.

Книга была переведена на русский язык Е. Ф. Писаревой. Этот перевод был впервые опубликован в журнале «Вестник теософии» за 1908—1909 гг. В 1910 году книга вышла в Санкт-Петербурге отдельным изданием. В 1913 году там же вышло 2-е исправленное издание.

## Комментарии
1. ↑  «112 editions published between 1897 and 2012 in English and Russian and held by 1,663 WorldCat member libraries worldwide».[2]
2. ↑  Цит. Безант А. Древняя Мудрость. СПб., 1910. — С. 93—94.[3]
3. ↑  В. А. Трефилов[укр.] в разделе «Учение о высших мирах» (стр. 237—238) изложил некоторые теософские идеи, содержащиеся в первых главах книги А. Безант.
4. ↑  Цит. Безант А. Древняя Мудрость. СПб., 1910. — С. 218.[5]
5. ↑  В. А. Трефилов[укр.] в разделе «Космология» (стр. 234—236) изложил основные теософские идеи, содержащиеся в главе «Строение космоса» книги А. Безант.
6. ↑  Cit. Besant A. The Ancient Wisdom. 1911. — P. 208.[7]
7. ↑  Марк Бевир в разделе «Теософия» своей статьи о Безант изложил некоторые теософские идеи, содержащиеся в главах «Перевоплощение» и «Карма» её книги «Древняя Мудрость».
8. ↑  «Member of the Theosophical Society Scotland, Wales and England, 1912-24».[8]
9. ↑  См. также: Человек: откуда, как и куда#Критика